# Cotyledon adscendens
Cotyledon adscendens ist eine Pflanzenart der Gattung Cotyledon in der Familie der Dickblattgewächse (Crassulaceae). Das Artepitheton adscendens stammt aus dem Lateinischen, bedeutet ‚aufsteigend‘ und verweist auf die Wuchsform der Art.

## Beschreibung
Cotyledon adscendens wächst nur wenig verzweigt mit aufrechten und ausgebreiteten Trieben und wird bis 1,60 Meter hoch. Die grünen und verkehrt eiförmigen bis spateligen Laubblätter werden 2 bis 6 Zentimeter lang und 1 bis 2,8 Zentimeter breit. Die Blattoberfläche ist flach und leicht konkav geformt. Die obere Hälfte des Blattrandes ist rötlich gefärbt. Die Blattbasis ist keilförmig und die Spitze besitzt aufgesetzte Spitzchen.
Der 15 bis 36 Zentimeter hohe Blütenstand besteht ist aus 1 bis 3 Dichasien. Der purpurne Blütenstandstiel hat an der Basis einen Durchmesser von 3 Millimetern. Der Blütenstiel wird 13 bis  22 Millimeter lang. Die Kelchblätter sind 5 × 4 Millimeter und die röhrige und orangerote Blütenkrone 15 bis 24 Millimeter groß. Die Röhre wird 12 bis 18 Millimeter lang und 10 Millimeter im Durchmesser. Die bandförmigen Kronzipfel sind 13 Millimeter lang und an der Basis 5 Millimeter breit. Die Staubblätter werden 22 Millimeter lang und sind auf einer Länge von 7 Millimetern mit der Kronröhre verwachsen. Die Staubbeutel sind 1,5 Millimeter lang. Das Fruchtblatt ist einschließlich Griffel und Narbe 22 Millimeter lang. Die quer länglichen, dicklichen und gelb gefärbten Nektarschüppchen stehen aufsteigend, ausgebreitet und werden 1 × 2,5 Millimeter groß.

## Verbreitung und Systematik
Cotyledon adscendens ist in der südafrikanischen Provinz Ostkap in Dünendickichten verbreitet.
Die Erstbeschreibung durch Robert Allen Dyer wurde 1949 veröffentlicht.

## Nachweise